# Franciszek Ignacy Czarnecki
Franciszek Ignacy Czarnecki herbu Prus III – cześnik wołyński w latach 1731–1747.
Był posłem województwa bracławskiego na sejm elekcyjny 1733 roku i elektorem Stanisława Leszczyńskiego w 1733 roku.
Poseł ziemi mielnickiej na sejm zwyczajny pacyfikacyjny 1735 roku.